# On the Way Home
On the Way Home (pol: W drodze do domu, Droga do domu), to książka Laury Ingalls Wilder, wydana po raz pierwszy w roku 1962, często liczona jako dziesiąty tom jej cyklu Mały domek. Utwór nie został przetłumaczony na język polski.
Książka jest właściwie dziennikiem, prowadzonym przez Wilder od dnia 17 lipca do 30 sierpnia 1894 w trakcie podróży z De Smet w Dakocie Południowej do Mansfield w Missouri. Zapiskom Laury towarzyszą wstęp i zakończenie oraz liczne komentarze ze strony jej córki; Rose Wilder Lane, jak również spora liczba zdjęć z miejsc i wydarzeń, związanych z osobą Laury i jej rodziną.